# قطار شهری کاوهسیونگ
قطار شهری کاوهسیونگ (انگلیسی: Kaohsiung Mass Rapid Transit) سیستم قطار شهری در شهر کاوهسیونگ، تایوان است.
این مترو که در تاریخ ۹ مارس ۲۰۰۸ تأسیس شده، دارای ۳ خط، ۴۵ ایستگاه و ۴۷٫۳ کیلومتر طول می‌باشد.

## نقشه

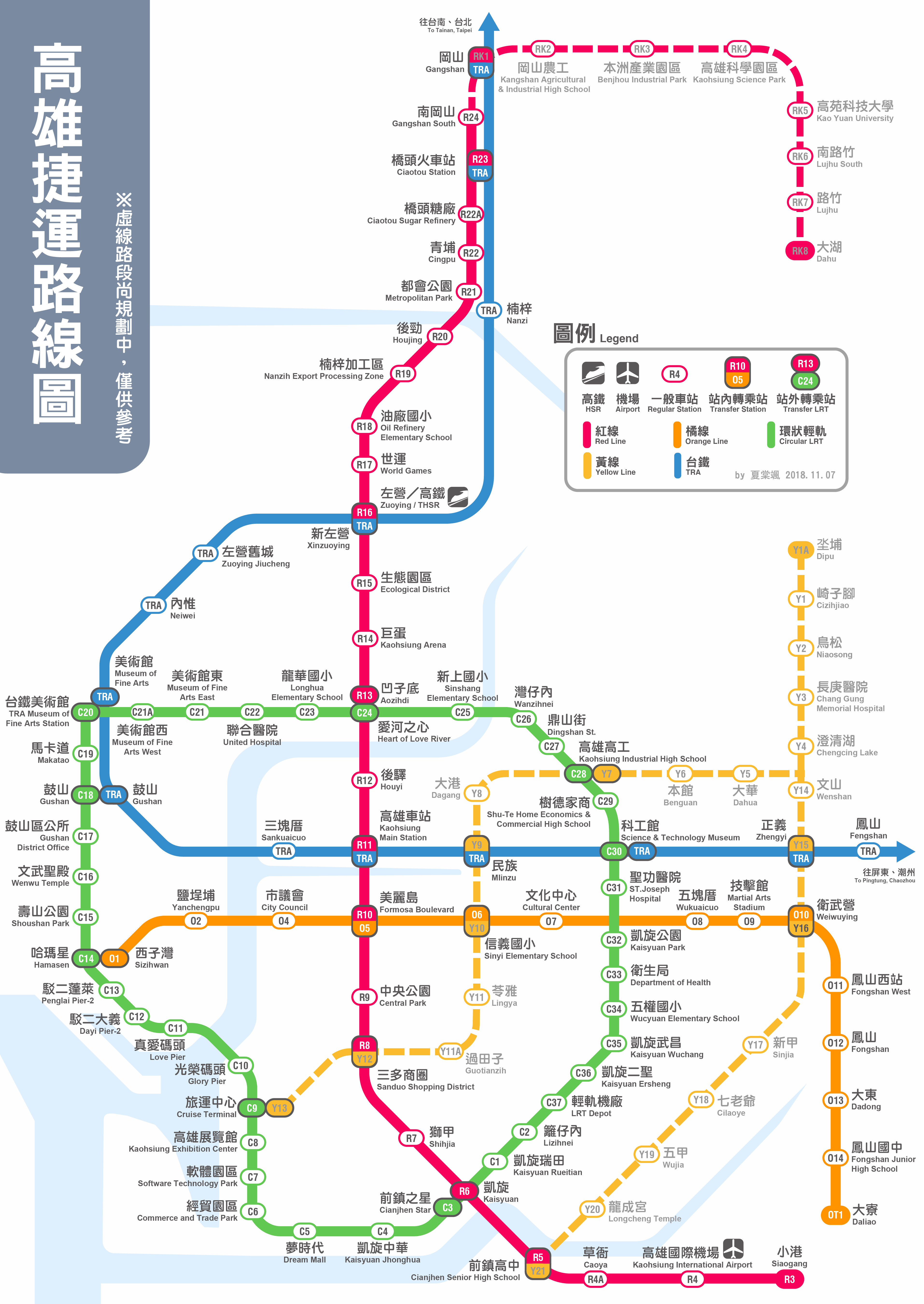
نقشه قطار شهری کاوهسیونگ شامل خط‌های قرمز، نارنجی و سبز

## نگارخانه

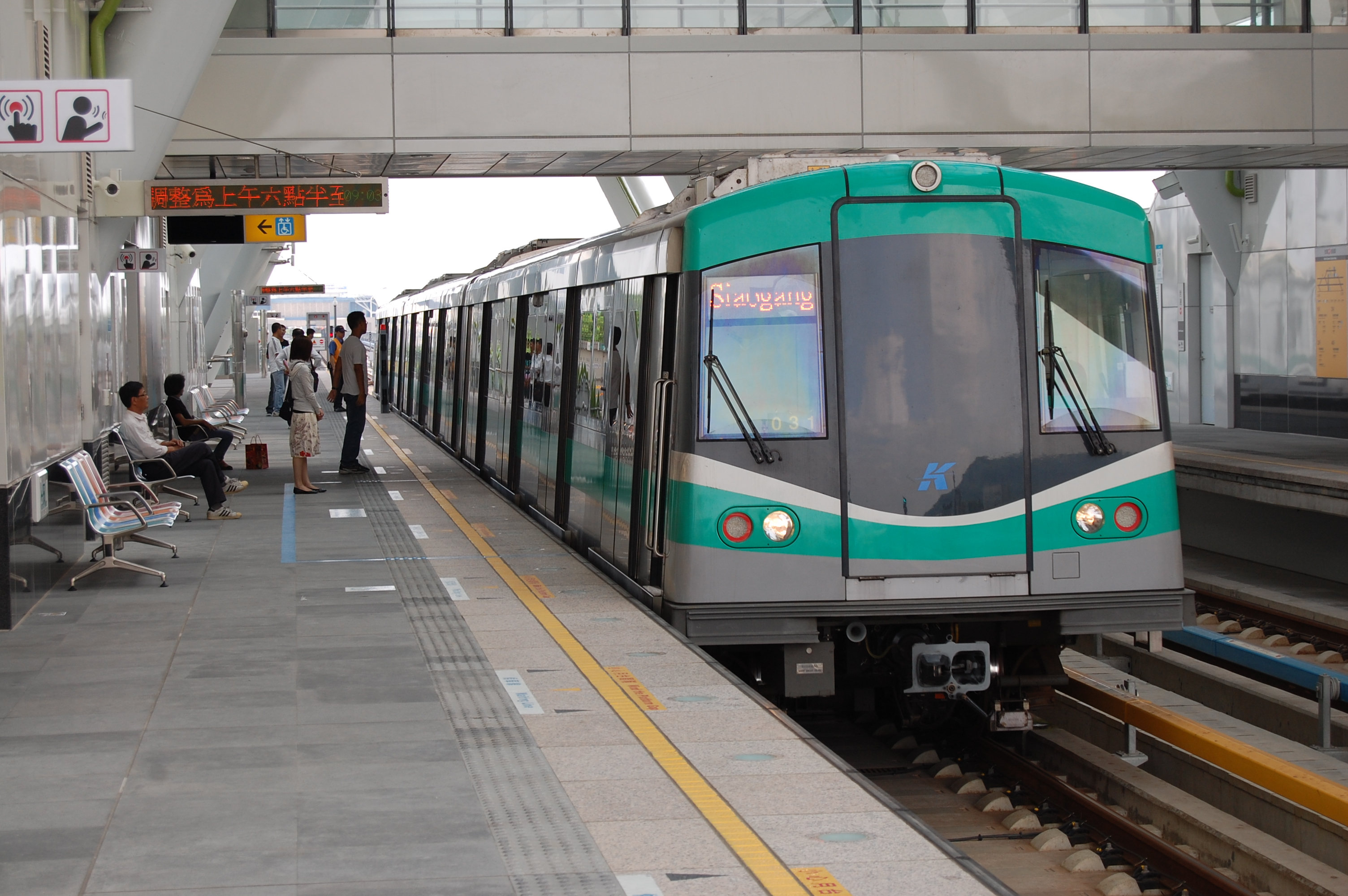
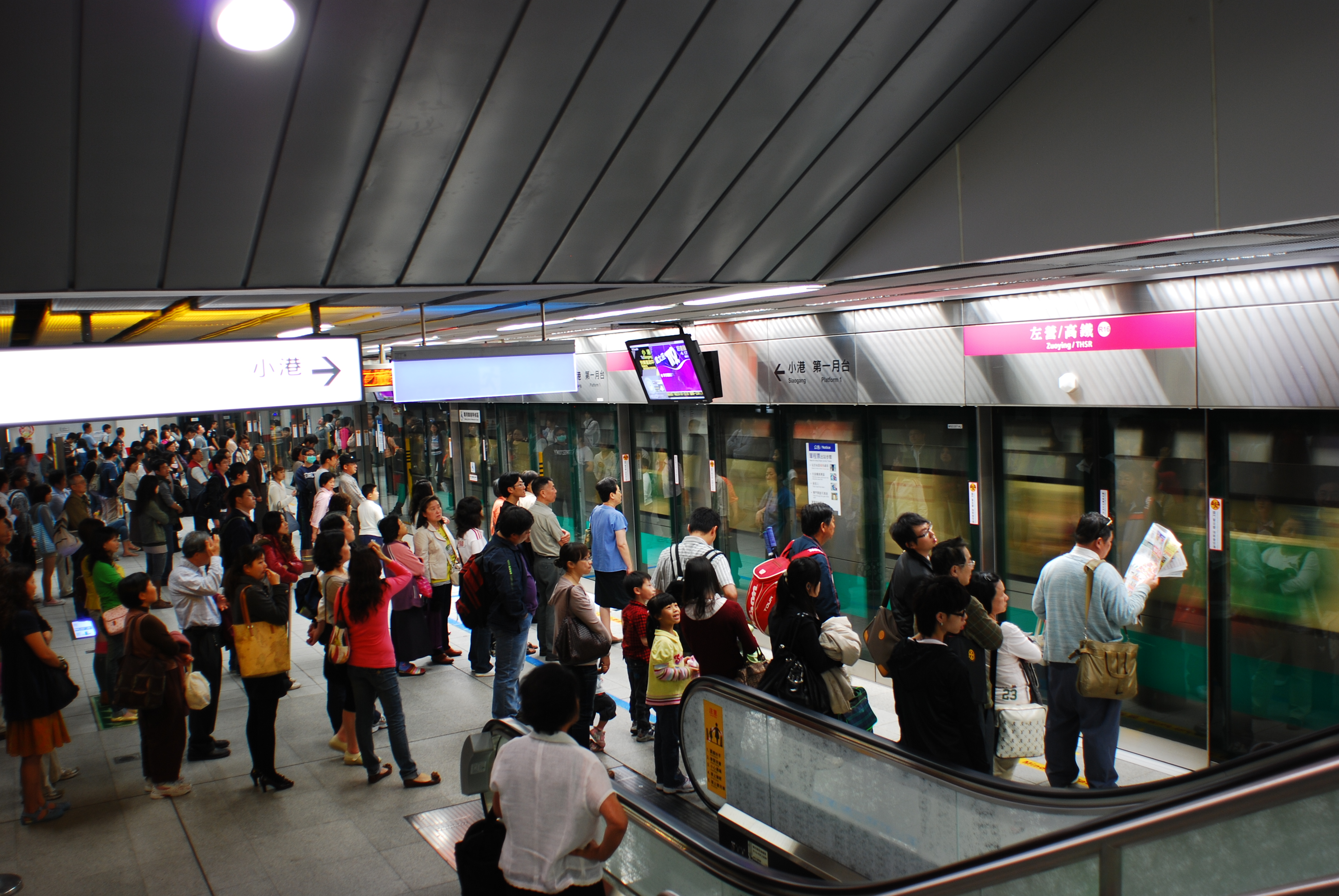
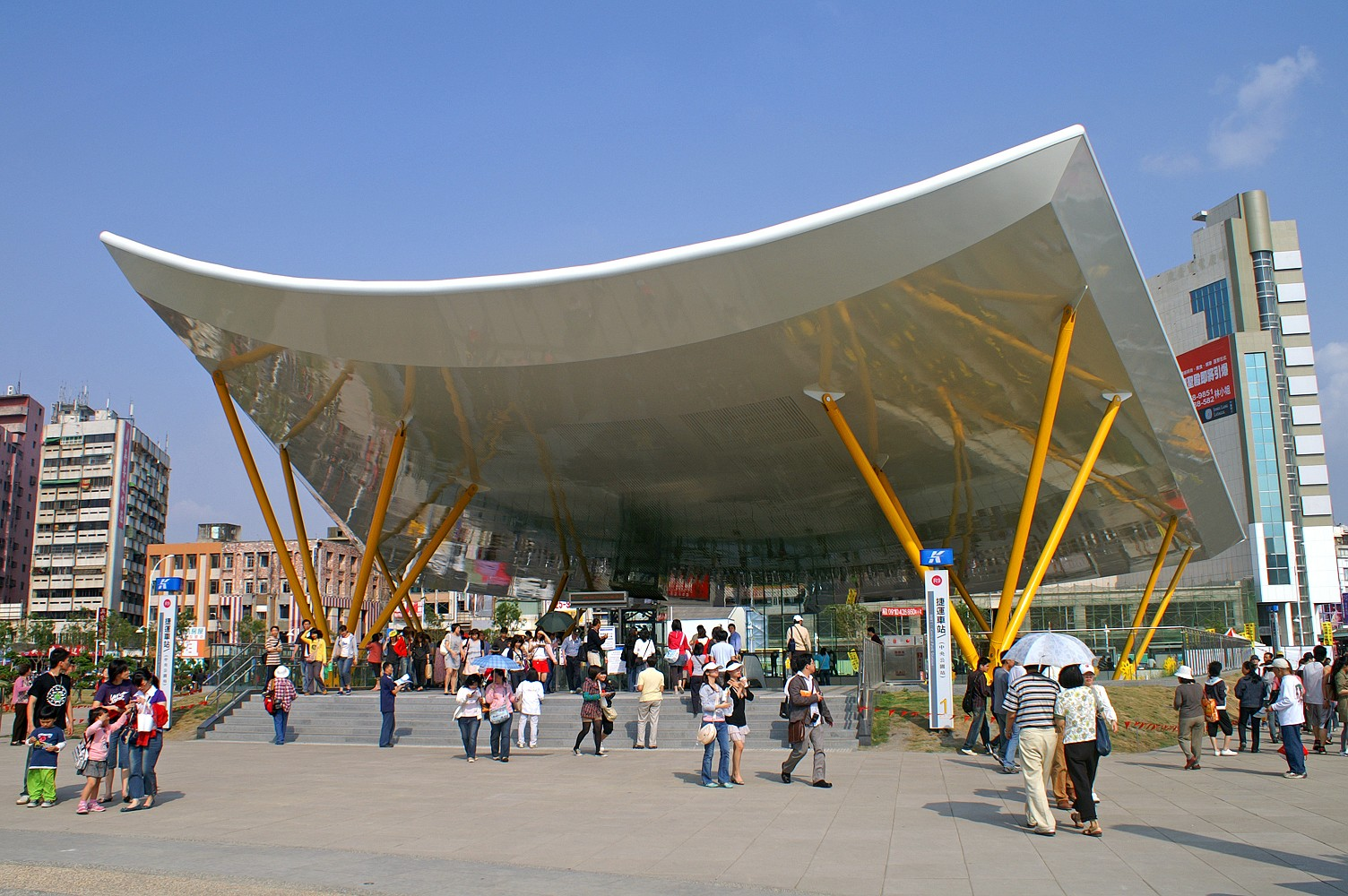
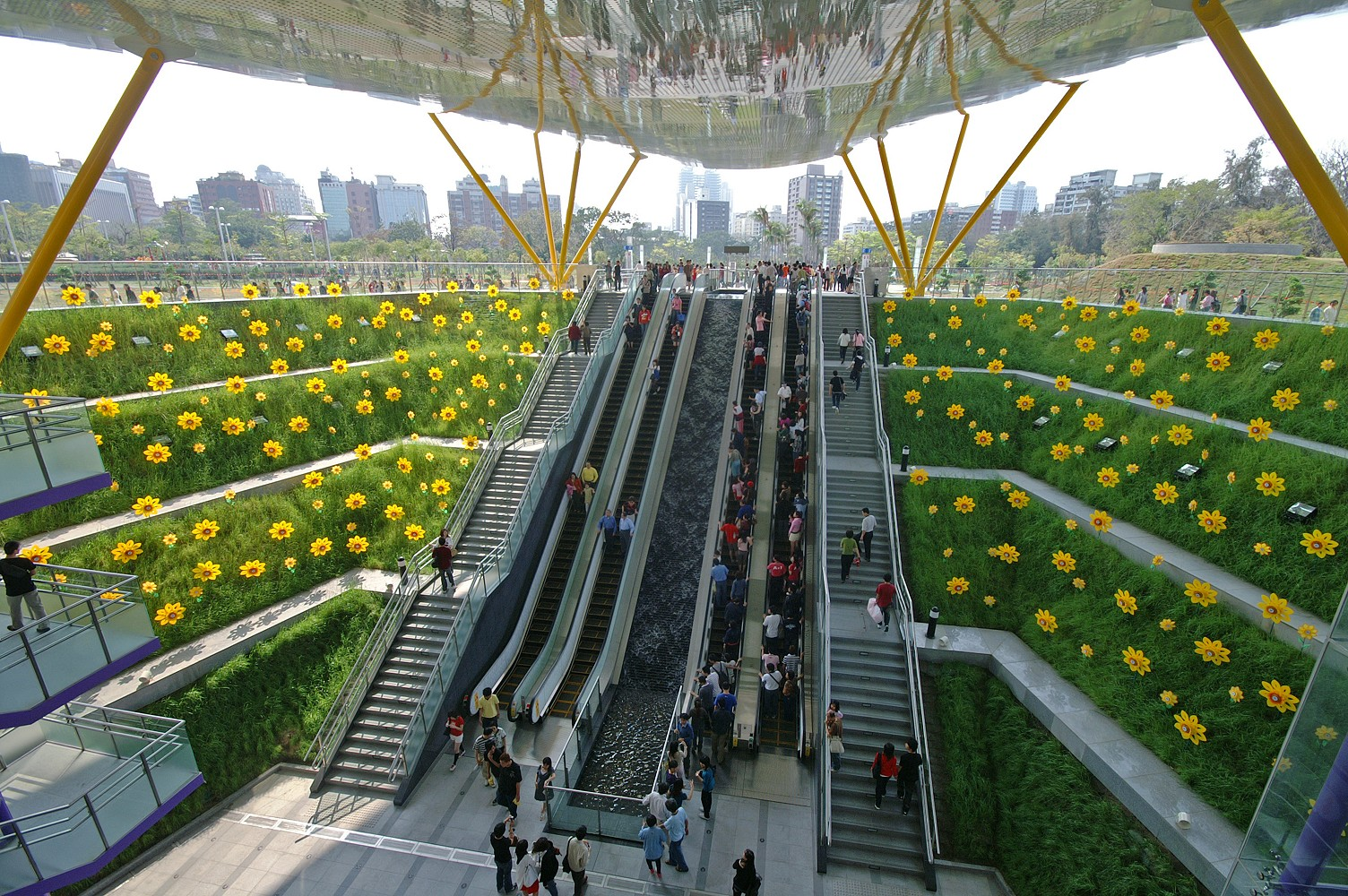
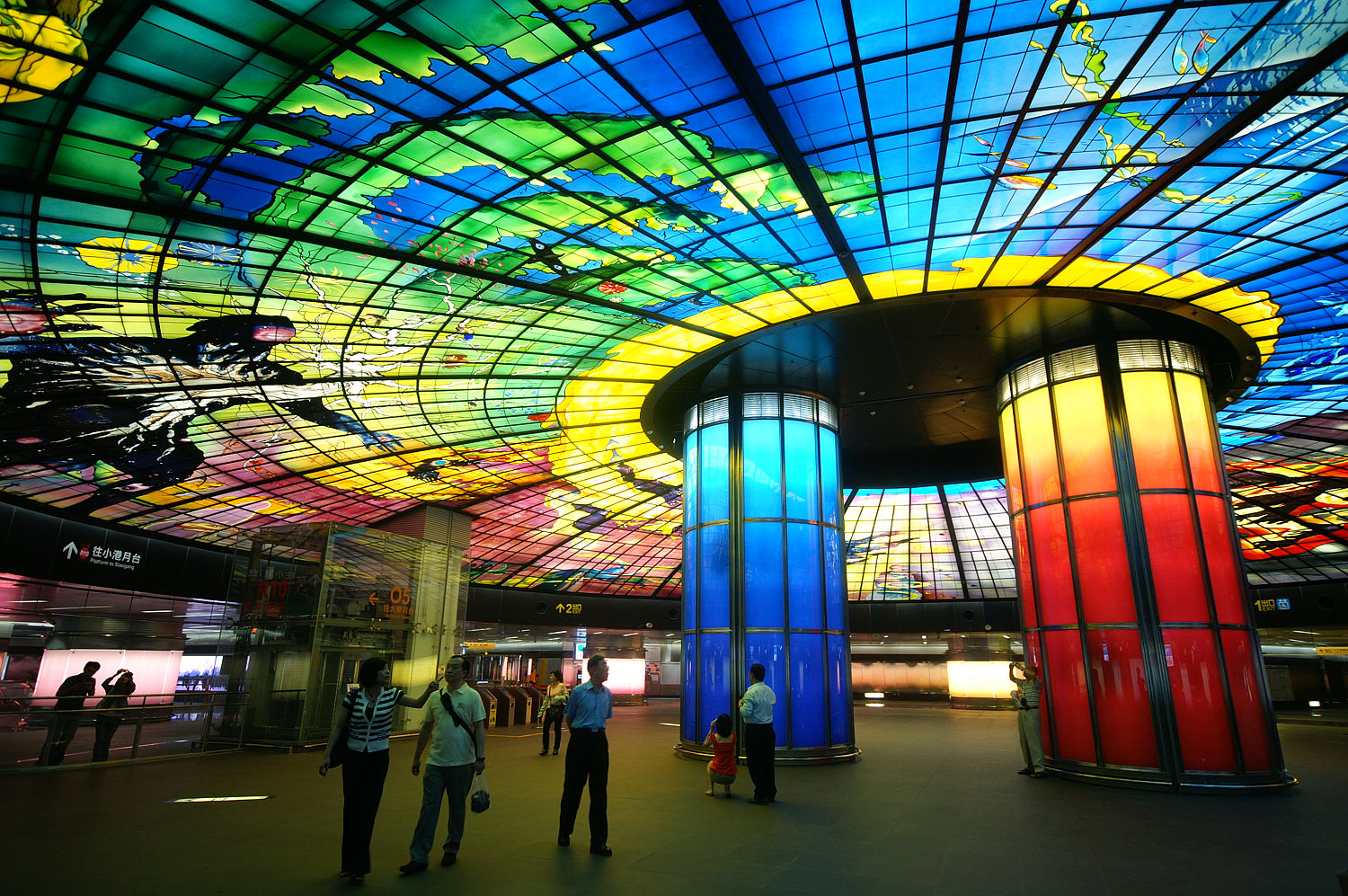